# Elaborazione dati
L'elaborazione dati è un qualsiasi procedimento informatico che comporta la conversione dei dati in informazioni tramite algoritmi.

## Storia
Fino agli anni 1980, i reparti informatici di aziende ed enti pubblici erano chiamati "Centro elaborazione dati" (CED), perché si poneva l'accento sul fatto che in tali uffici venivano immagazzinati moli di dati dalle quali, previa elaborazione, si potevano estrarre informazioni utili alle attività dell'organizzazione. L'espressione inglese data processing rimane ampiamente usata nei sistemi SCADA, per indicare le elaborazioni effettuate su dati acquisiti dai sensori.
Attualmente prevale l'espressione "sistema informativo", perché ci si è resi conto che gli algoritmi utilizzati per l'elaborazione dei dati sono ormai standardizzati, mentre il vero lavoro consiste nell'analisi e gestione dei flussi di informazioni tra le persone dell'organizzazione e nell'automazione informatica di tali comunicazioni.

## Descrizione
Più in generale, si usa l'espressione "elaborazione dati" per indicare qualsiasi conversione di dati da un formato a un altro, anche se in questo caso il termine più adatto sarebbe "conversione dei dati". Nell'ambito dell'elaborazione dati da parte degli elaboratori elettronici assume particolare importanza il concetto di velocità prestazionale di elaborazione dati, che in un normale computer è funzione della frequenza di clock del processore ed è a volte calcolata in FLOPS o MIPS.
Nel processo:
- con dato si intende una raccolta di numeri o lettere che descrivono misure ottenute da un sistema reale;
- l'informazione è una risposta, dotata di significato, ad una determinata domanda.

In altre parole, usando il linguaggio dell'automatica si può definire elaborazione quel processo che, dato un input specificato, produce un determinato output dopo una certa manipolazione/trasformazione. Più in particolare, alla base dell'elaborazione da parte del sistema di elaborazione vi è il ciclo di fetch-execute da parte del processore che agisce sui dati provenienti dalla memoria sulla base dell'insieme d'istruzioni scandito dal clock di sistema.